# Fille de plaisir
Pour plus de détails, voir Fiche technique et Distribution.
Fille de plaisir (titre original : Playgirl) est un film américain réalisé par Joseph Pevney, sorti en 1954.

## Synopsis
Une jeune fille du Nebraska arrive à New York et commence à fréquenter les boîtes de nuit en côtoyant de riches playboys. Elle sera confrontée à des meurtres ainsi que des manipulations qui vont la transformer.

## Fiche technique
- Titre : Fille de plaisir
- Titre original : Playgirl
- Réalisation : Joseph Pevney
- Scénario : Robert Blees d'après une histoire de Ray Buffum
- Photographie : Carl E. Guthrie
- Montage : Virgil W. Vogel
- Musique : Frank Skinner (non crédité)
- Direction artistique : Robert Clatworthy et Alexander Golitzen
- Costumes : Bill Thomas
- Producteur : Albert J. Cohen
- Société de production et de distribution : Universal Pictures
- Pays d'origine :  États-Unis
- Langue : anglais
- Genre : Film dramatique, Film noir
- Format : Noir et blanc - 35 mm - 2,00:1 - Son : Mono (Western Electric Recording)
- Durée : 85 minutes
- Dates de sortie : 
  -  États-Unis : 21 avril 1954
  -  France : 4 juillet 1956

## Distribution
- Shelley Winters : Fran Davis
- Barry Sullivan : Mike Marsh
- Colleen Miller : Phyllis Matthews / Miller
- Gregg Palmer : Tom Bradley
- Kent Taylor : Ted Andrews
- Richard Long : Baron Courtney III
- Jacqueline deWit : Greta Marsh
- Dave Barry : Jonathan Hughes, photographe
- Philip Van Zandt : Lew Martel
- James McCallion : Paul
- Paul Richards : Wilbur
- Myrna Hansen : Linda
- Mara Corday : Pam
- Don Avalier : Pancho
- Carl Sklover : Taxi

Acteurs non crédités :
- Lance Fuller : un vendeur de journaux
- Peter Leeds : Sharpie
- William Leslie : un interne
- Rory Mallinson : le concierge de l'hôtel